# Geheime Mission auf Celtris Drei
Geheime Mission auf Celtris Drei (Originaltitel: Chain Of Command) ist eine Doppelfolge der US-amerikanischen Science-Fiction-Fernsehserie Raumschiff Enterprise – Das nächste Jahrhundert. Es handelt sich um die zehnte und die elfte Folge der sechsten Staffel. Sie wurde in den Vereinigten Staaten über Syndication vermarktet und erstmals am 14. und 21. Dezember 1992 auf verschiedenen Fernsehsendern ausgestrahlt. In Deutschland war sie zum ersten Mal am 31. Mai und 1. Juni 1994 in einer synchronisierten Fassung auf Sat.1 zu sehen.

## Handlung

### Teil I
Im Jahr 2369 bei Sternzeit 46357.4 trifft sich die Enterprise mit der USS Cairo. Admiral Alynna Nechayev kommt an Bord und informiert die Führungsoffiziere über eine Krise, die sich mit den Cardassianern anzubahnen droht. Diese haben sich kürzlich aus dem Raum der Bajoraner zurückgezogen, deren Heimatwelt sie viele Jahre lang besetzt hatten. Jetzt kommt es zu vermehrten Aktivitäten entlang der Grenze zur Föderation und es wird befürchtet, dass ein Krieg ausbrechen könnte. Um dies zu verhindern, soll Captain Picard, unterstützt von Schiffsärztin Beverly Crusher und Sicherheitschef Worf, eine Geheimmission unternehmen. Sein Kommando über die Enterprise soll er hierfür an Edward Jellico, den bisherigen Captain der Cairo, abtreten, der über viel Erfahrung im Umgang mit den Cardassianern verfügt.
Jellico zeigt sich begeistert von seinem neuen Schiff, bringt aber die gewohnten Abläufe gehörig durcheinander. Vom ersten Offizier Riker verlangt er, die Dienstpläne von einem Drei- auf ein Vier-Schicht-System umzustellen, was dieser so kurzfristig nicht für umsetzbar hält. Chefingenieur La Forge soll die Effizienz des Warp-Antriebs erheblich steigern, was für sein gesamtes Team zwei Tage Dauerarbeit bedeuten würde. Zugleich kommandiert Jellico aber auch ein Drittel der Ingenieure zur Sicherheitsabteilung ab. Schiffsberaterin Deanna Troi will die Wogen glätten und Jellico verständlich machen, vor welche Probleme er die Mannschaft stellt. Der lehnt eine Übergangsphase ab und erwartet die unverzügliche Ausführung seiner Befehle. Weiterhin legt er Troi nahe, im Dienst keine zivile Kleidung zu tragen, da er auf der Brücke einen förmlichen Umgang schätzt.
Picard, Crusher und Worf bereiten sich durch intensives Training auf ihre Mission vor. Jellico lässt eine Sonde starten, um sie mit Informationen über ihren Einsatzort zu versorgen. Schließlich brechen sie mit einem Shuttle auf. Jetzt erst kann Picard die Einzelheiten der Mission offenbaren: Sie sollen unbemerkt zum cardassianischen Planeten Celtris III fliegen, da nach Geheimdienstinformationen dort eine metagenetische Waffe entwickelt wurde. Diese könne sämtliches Leben auf einem Planeten vernichten, dabei aber dessen Infrastruktur unbeschädigt lassen. Das freigesetzte Gift baut sich nach einer gewissen Zeit ab, was den Cardassianern eine kampflose Übernahme und Neubesiedelung ermöglichen würde. Um die unbeabsichtigte Giftfreisetzung zu verhindern, muss eine metagenetische Waffe über ein System verfügen, das Theta-Band-Emissionen aussendet. Eben diese wurden auf Celtris III registriert. Wegen seiner Erfahrung während seines Kommandos auf der USS Stargazer gilt Picard als Experte für Theta-Band-Emissionen und wurde deshalb für diese Mission ausgewählt. Dr. Crusher soll mögliche Giftstoffe aufspüren und neutralisieren. Worf soll ihr und Picard die nötige Rückendeckung geben. Auf dem Planeten Torman V treffen sich die Drei mit dem Ferengi Solok, der regelmäßig Versorgungsflüge nach Celtris III unternimmt und sie dort unbemerkt einschleusen kann. Dort angekommen, stellen sie fest, dass sich die Quelle der Emissionen tief unter der Oberfläche befindet.
Währenddessen trifft sich die Enterprise mit einem cardassianischen Kriegsschiff, um Verhandlungen zu führen. Der Kommandant Gul Lemec kommt an Bord, doch Jellico spielt zunächst Spielchen mit ihm, um ihn einzuschüchtern. Er lässt ihn ewig warten, spielt sich dann als Choleriker auf, gestattet aber schließlich, mit je zwei Beratern die Verhandlungen zu beginnen. Unbeirrt fordert Lemec, dass sich die Föderation aus Planetensystemen zurückzieht, die seiner Ansicht nach den Cardassianern zustehen. Diese Forderung kann Jellico nicht akzeptieren. Am Ende des Gesprächs lässt Lemec seine Kenntnis über Picards Mission durchblicken. Er beschuldigt die Föderation, ein kleines Team in den cardassianischen Raum eingeschleust zu haben, erkundigt sich nach dem Verbleib von Picard und heuchelt Bedauern, falls einem hervorragenden Offizier wie ihm etwas passieren sollte.
Auf Celtris III haben Picard und sein Team nach der Durchquerung eines Höhlensystems die Emissionsquelle erreicht. Hinter einer Tür finden sie nur einen Raum, der bis auf eine Sendeanlage vollkommen leer ist. Ihnen wird klar, dass sie in eine Falle geraten sind. Cardassianische Wachen tauchen auf und die Tür beginnt sich zu schließen. Dr. Crusher und Worf gelangen zurück ins Höhlensystem; Picard wird abgeführt und zu Gul Madred, Kommandant der Einrichtung, gebracht. Der erklärt Picard, dass die Theta-Band-Emissionen bewusst gesendet wurden, um ihn hierher zu locken. Picard möchte wissen, was die Cardassianer von ihm wollen, doch Madred macht klar, dass nur er die Fragen stellen wird und ihn bei unpassenden Antworten töten werde.

### Teil II
Auf Celtris III wird Picard von Gul Madred unter Drogen gesetzt und verhört. Picard beantwortet in diesem Zustand bereitwillig die meisten von Madreds Fragen. Den interessieren eigentlich nur die Verteidigungspläne für den Föderationsplaneten Minos Korva, doch ausgerechnet darüber scheint Picard nichts zu wissen. Madred versucht es auf eine andere Weise. Als Picards Geist wieder klar ist, will er dessen Interesse für Archäologie ausnutzen. Er führt mit Picard ein Gespräch über beeindruckende Ruinen aus der cardassianischen Vergangenheit, um die Zivilisiertheit seines Volkes hervorzuheben. Dann lenkt er das Thema auf Picards rechtliche Situation. Er wird als Krimineller geführt, doch er könnte mit einer milden Strafe rechnen, wenn er kooperiert und die Verteidigungspläne für Minos Korva verrät. Picard beteuert weiter, davon nichts zu wissen. Madred glaubt ihm nicht, denn er weiß, dass im Kriegsfall die Enterprise die Verteidigung des Sektors leiten soll, in dem sich der Planet befindet. Er sieht sich gezwungen, drastischere Maßnahmen zu ergreifen, und entschließt sich, Picard zu foltern. Picard beruft sich auf ein Abkommen, das Folter ausdrücklich verbietet, doch das ist Madred egal. Er zerschneidet Picards Kleidung und lässt ihn nackt und an seinen gefesselten Händen an der Decke aufgehängt im Verhörzimmer zurück, wo er die ganze Nacht in diesem Zustand verbringen muss.
Auf der Enterprise werden Jellico und die Führungsoffiziere derweil von Lemec über die Festnahme Picards informiert. Lemec beschuldigt ihn, auf Celtris III zahlreiche Zivilisten getötet zu haben, und er versichert Jellico, dass die Cardassianer auf Picards Aktion reagieren werden. Jellico bespricht sich mit Riker und Troi. Im Fall einer geglückten Mission hätte Picards Team ins Lyshen-System fliegen sollen, um sich dort mit der Enterprise zu treffen. Da aber weitere Gespräche mit Lemec nötig sind, schickt Jellico Riker mit einem Shuttle los, um zum geplanten Treffpunkt zu fliegen. Dort findet er Dr. Crusher und Worf vor, denen die Flucht gelungen ist, und fliegt mit ihnen zurück zur Enterprise. Riker möchte nun eine Rettungsmission starten, um Picard zu befreien, doch Jellico lehnt das ab.
Auf Celtris III ist ein neuer Tag angebrochen. Madred befreit Picard von seinen Fesseln und setzt das Verhör fort. Er weist ihn darauf hin, dass ihm ein kleines Gerät implantiert wurde. Über eine Fernbedienung kann Madred ihm damit starke Schmerzen zufügen, wenn er unbefriedigende Antworten gibt. Um es ihm zu demonstrieren, fragt er Picard, wie viele Lichter er hinter seinem Schreibtisch sieht. Picard antwortet wahrheitsgemäß, dass es vier Lichter sind. Madred bestraft ihn mit der Aktivierung des Geräts, denn er will ihn dazu bringen, zu behaupten, es wären fünf Lichter.
Lemec legt Jellico Beweise für die Festnahme Picards vor. Jellico bestreitet, dass Picard im offiziellen Auftrag der Föderation gehandelt hat. Lemec erklärt, in diesem Fall würde Picard als Terrorist behandelt werden und ihm würden daher auch nicht die Rechte eines Kriegsgefangenen zustehen. Er erklärt sich aber bereit, Picard freizulassen, wenn sich dafür die Föderation aus dem gesamten Sektor zurückziehen würde. Jellico erbittet Bedenkzeit, um dies mit seinen Vorgesetzten zu diskutieren. Nach dieser Unterredung macht Riker Jellico Vorwürfe. Durch das Abstreiten jeglicher Kenntnis von Picards Mission habe Jellico seiner Ansicht nach Picards Leben in Gefahr gebracht. Er hält dies für einen Fehler und als erster Offizier hat er die Pflicht, Jellico darauf hinzuweisen. Jellico entbindet Riker kurzerhand von seinen Pflichten und ernennt den zweiten Offizier Data zum neuen ersten Offizier.
Jellico, Data und La Forge versuchen herauszufinden, was die Cardassianer als Nächstes vorhaben. Sie vermuten, dass ihr Interesse Minos Korva gilt, da die Enterprise für dessen Verteidigung eingeteilt ist. La Forge scannt Lemecs Schiff und hofft, irgendetwas Ungewöhnliches zu finden. Tatsächlich stellt er eine leichte Zersetzung der Schiffshülle fest, die darauf hindeutet, dass das Schiff kürzlich einem molekularen Dispersionsfeld ausgesetzt war. Ein solches ist aus dem nahe gelegenen McAllister-C-5-Nebel bekannt. Jellico vermutet, dass die Cardassianer den Nebel nutzen, um ihre Invasionsflotte zu verstecken, und er ist entschlossen, die Flotte zu enttarnen. Er entwickelt einen Plan, um mit einem Shuttle Minen in dem Nebel zu verteilen, die sich an die cardassianischen Schiffe heften sollen.
Auf Celtris III sieht Picard während einer Verhörpause mit an, wie Madred mit seiner Tochter spielt. Als sie den Raum verlassen hat, will er wissen, wie Madred sie an einen solchen Ort bringen kann. Der sieht darin nichts Verwerfliches, denn er ist stolz auf seine Arbeit. Er erinnert sich noch an Zeiten, als die Cardassianer Hunger litten, doch seit das Militär die Macht übernommen hat, ist dies vorbei und er will mit seiner Arbeit dazu beitragen, dass seine Tochter niemals wissen wird, was Hunger ist. Picards Bemerkung, dass ihr Magen zwar voll sein möge, ihr Geist hingegen leer, erzürnt Madred und er fügt Picard erneut Schmerzen zu. Madred fragt ihn weiter nach der Anzahl der Lichter, erhält aber nicht die gewünschte Antwort. Nach einer Weile erklärt er überraschend, Picards Wille sei einfach zu stark. Es sei daher zwecklos, ihn weiter festzuhalten, und er dürfe gehen. Picard ist erstaunt, das zu hören, wendet sich aber zögernd dem Ausgang zu. Da behauptet Madred, er würde an seiner Stelle nun Dr. Crusher befragen. Picard weiß, dass sie als Ärztin nicht über die Informationen verfügt, die Madred haben will. Nicht ahnend, dass Dr. Crusher längst entkommen ist, entscheidet er sich, das Verhör fortzusetzen, um sie zu schützen. Nach einer Weile nimmt Madred eine Mahlzeit ein. Picard ist inzwischen völlig ausgehungert. Madred bietet ihm ein Ei an. Picard findet darin ein totes Jungtier vor, schluckt es aber nach kurzem Zögern hinunter. Das amüsiert Madred, der erwartet hatte, dass Picard von dem Anblick angeekelt sei. Madred erzählt, wie er einmal als hungriger kleiner Junge ein Nest mit solchen Eiern gefunden hatte. Ein älterer Junge fand das heraus, doch er musste Madred erst den Arm brechen, bevor er ihm die Eier wegnehmen konnte. Durch diese Geschichte sieht Picard Madred in einem neuen Licht. Für ihn ist er immer noch der kleine Junge, der sich nicht verteidigen konnte und dem es darum jetzt Freude macht, anderen Schmerzen zuzufügen. Als er Madred dies offen sagt, wird der wütend und setzt mit Hilfe des Schmerzgeräts das Verhör fort.
Die Vorbereitungen für Jellicos Plan sind abgeschlossen, doch ihm fehlt ein guter Pilot, der das Shuttle sicher durch den Nebel navigieren kann. La Forge meint, dass nur Riker dazu qualifiziert wäre. Zögernd bittet ihn Jellico schließlich, diese Aufgabe zu übernehmen, und Riker akzeptiert. Die Verteilung der Minen gelingt und Jellico informiert Lemec darüber, dass seine Flotte in der Falle sitzt. Der ist zunächst unbeeindruckt, doch nach der Explosion einer kleinen Mine und der Androhung, weitere detonieren zu lassen, gibt er schließlich nach. Jellico gestattet, dass die cardassianischen Schiffe den Nebel einzeln verlassen können, nachdem sie ihre Phaserspulen abgeworfen haben. Weiterhin verlangt er die sofortige Freilassung von Picard.
Als Picard auf Celtris III aus dem Schlaf erwacht, behauptet Madred ihm gegenüber, dass Minos Korva erfolgreich eingenommen wurde und die Enterprise brennend im Weltraum liegt. Niemand werde nach ihm suchen, denn man werde annehmen, er sei an Bord der Enterprise ums Leben gekommen. Madred bietet ihm aber an, bei den Cardassianern ein normales Leben zu führen. Er müsse ihm dafür lediglich sagen, dass er fünf Lichter sieht. Picard zögert eine Weile, bis schließlich die Tür aufgeht und Lemec eintritt. Er beschwert sich, dass Picard noch nicht für die Abreise vorbereitet wurde, und übergibt ihn seinen Wachen. Auf dem Weg nach draußen dreht sich Picard noch einmal zu Madred um und ruft ihm zu: „Da sind vier Lichter!“
Nach erfolgreicher Beendigung dieser Krise kehrt Jellico auf die Cairo zurück und Picard erhält wieder das Kommando der Enterprise. Seine Erlebnisse auf Celtris III muss er allerdings erst verarbeiten. Er führt dazu ein Gespräch mit Troi und gesteht ihr, dass er am Ende bereit war, Madred alles zu sagen, auch dass er fünf Lichter sieht. Das Erschreckendste für ihn war allerdings, dass er tatsächlich glaubte, fünf Lichter zu sehen.

## Verbindungen zu anderen Star-Trek-Produktionen
Die Handlung von Geheime Mission auf Celtris Drei baut auf mehreren früheren Folgen der Serie auf:
- Die Cardassianer und ihr nicht lange zurückliegender Krieg gegen die Föderation wurden in Folge 4.12 (Der Rachefeldzug) von 1991 eingeführt.
- In Folge 5.03 (Fähnrich Ro) von 1991 wurden die Bajoraner eingeführt und als ein von den Cardassianern besiegtes und unterdrücktes Volk dargestellt.

Einige Elemente aus dieser Folge wurden in späteren Star-Trek-Produktionen wieder aufgegriffen:
- Die Doppelfolge wurde unmittelbar vor dem Pilotfilm Der Abgesandte der Spin-off-Serie Star Trek: Deep Space Nine ausgestrahlt und leitet thematisch in diesen über. Der Rückzug der Cardassianer aus dem Raum der Bajoraner und das schwierige Verhältnis zwischen den Cardassianern auf der einen Seite sowie den Bajoranern und der Föderation auf der anderen Seite gehören zu den zentralen Handlungselementen von Star Trek: Deep Space Nine.
- Der Planet Minos Korva wird noch einmal in der Doppelfolge 7.04/05 (Der Schachzug) von Raumschiff Enterprise – Das nächste Jahrhundert aus dem Jahr 1993 erwähnt. In mehreren Folgen von Star Trek: Discovery und Star Trek: Picard ist der Planet auf Sternenkarten eingezeichnet.
- In der animierten Serie Star Trek: Lower Decks gibt es in mehreren Folgen Anspielungen auf die Figuren und Ereignisse aus Geheime Mission auf Celtris Drei.

## Produktion

### Drehbuch
Geheime Mission auf Celtris Drei war ursprünglich als Einzelepisode geplant. Aus Budgetgründen schlug Showrunner Michael Piller allerdings vor, daraus einen Zweiteiler zu machen. Weiterhin war die Geschichte ursprünglich als Crossover mit der neuen Serie Star Trek: Deep Space Nine geplant. Die Rolle von Solok hätte eigentlich die Deep-Space-Nine-Hauptfigur Quark (Armin Shimerman) übernehmen sollen. Nachdem jedoch entschieden wurde, dass Star Trek: Deep Space Nine erst nach der Ausstrahlung von Geheime Mission auf Celtris Drei starten würde, wurden alle direkten Bezüge zur neuen Serie abgeändert.
Die wesentlichen Inspirationsquellen von Drehbuchautor Frank Abatemarco waren der Film Closet Land von 1991, der in Form eines Kammerspiels Freiheitsberaubung und Folter in einem Polizeistaat thematisiert und die Folge Fähnrich Ro von Raumschiff Enterprise – Das nächste Jahrhundert, in der Ro Laren von der Folterung ihres Vaters durch die Cardassianer berichtet. Um Picards Folterung und das psychologische Verhältnis zwischen ihm und Madred möglichst glaubwürdig erscheinen zu lassen, las sich Abatemarco außerdem intensiv in die Thematik ein und konsultierte auch Amnesty International.
Madreds Versuch, Picard einzureden, es wären fünf statt vier Lichter zu sehen, geht offenbar auf George Orwells Roman 1984 zurück, in dem der Gedankenpolizist O’Brien den Protagonisten Winston Smith foltert und von seinem Opfer mehrfach verlangt zu sagen, er würde fünf Finger sehen, obwohl O’Brien nur vier hochhält.
Während Frank Abatemarco die Vorlage für beide Teile der Geschichte schrieb, entwickelte Ronald D. Moore daraus ein Drehbuch für den ersten Teil. Für den zweiten Teil schrieb Abatemarco selbst das Drehbuch. Jeri Taylor nahm umfangreiche Überarbeitungen daran vor, erhielt dafür aber keine Nennung in den Credits der Folge.

### Darsteller
Natalia Nogulich hat hier ihren ersten Auftritt als Admiral Alynna Nechayev. Sie spielte diese Rolle noch in drei weiteren Folgen von Raumschiff Enterprise – Das nächste Jahrhundert und in zwei Folgen von Star Trek: Deep Space Nine.
Ronny Cox sprach Edward Jellico erneut in mehreren Folgen der animierten Serie Star Trek: Prodigy.
John Durbin, Darsteller von Gul Lemec, hatte zuvor bereits Ssestar in Folge 1.07 (Die geheimnisvolle Kraft) von Raumschiff Enterprise – Das nächste Jahrhundert gespielt. Er spielte später noch Traidy in Folge 5.17 (Der Datenkristall) von Star Trek: Deep Space Nine und einen Minenarbeiter in Folge 7.05 (Kritische Versorgung) von Star Trek: Raumschiff Voyager.
Lou Wagner, Darsteller von DaiMon Solok, spielte später noch einen weiteren Ferengi namens Krax in Folge 1.11 (Die Nachfolge) von Star Trek: Deep Space Nine.
David Warner, Darsteller von Gul Madred, hatte zuvor bereits den Föderationsbotschafter St. John Talbot im Spielfilm Star Trek V: Am Rande des Universums und den klingonischen Kanzler Gorkon im Spielfilm Star Trek VI: Das unentdeckte Land gespielt.

### Kostüme
Deanna Troi (Marina Sirtis) trägt von dieser Doppelfolge an wieder regelmäßig eine Sternenflottenuniform, nachdem sie zuvor lediglich im Pilotfilm Der Mächtige / Mission Farpoint in Uniform zu sehen war und danach stets zivile Kleidung trug.
Die Cardassianer tragen ab dieser Folge eine gänzlich überarbeitete schwarze Uniform, die sich stark von der braunen Variante unterscheidet, die in zwei früheren Folgen von Raumschiff Enterprise – Das nächste Jahrhundert zu sehen war. Die schwarze Uniformvariante wurde in allen späteren Star-Trek-Produktionen beibehalten und auch in denen verwendet, deren Handlung vor den ersten Auftritten der Cardassianer in Raumschiff Enterprise – Das nächste Jahrhundert spielt.

### Kulissen
Für die Bar, in der sich Picards Team mit Solok trifft, wurde das Set des Replimaten aus Star Trek: Deep Space Nine verwendet.

## Rezeption
Die Zeitschrift Entertainment Weekly führte Geheime Mission auf Celtris Drei 2007 in einer Liste der zehn besten Folgen von Raumschiff Enterprise – Das nächste Jahrhundert auf Platz 10.
Keith DeCandido bewertete den ersten Teil von Geheime Mission auf Celtris Drei 2012 auf tor.com als eine gute Folge von Raumschiff Enterprise – Das nächste Jahrhundert. Er fand die Figur des Captain Edward Jellico großartig, gerade weil er das Star-Trek-Fandom so polarisiert. Für die einen ist er genau das, was die Enterprise in dieser Folge braucht, für die anderen ist er ein Mistkerl. Für DeCandido haben beide Seiten recht. Einerseits ist Jellico für ihn ein guter Captain, der lediglich einen anderen Kommandostil pflegt als Picard. Andererseits setzt er in kurzer Zeit so viele (teilweise unnötige) Veränderungen auf dem Schiff durch, dass Konflikte programmiert sind. Die Geschichte um Picards geheime Mission fand DeCandido hingegen nicht überzeugend. An keiner Stelle wird glaubwürdig vermittelt, warum niemand anderes als Picard, Crusher und Worf diese Mission durchführen kann. Die Szenen auf der Enterprise und das großartige Schauspiel, vor allem von Ronny Cox und John Durbin, gleichen diese Schwächen für DeCandido aber aus. Den zweiten Teil bewertete DeCandido als sehr gute Folge. Er fand, dass die Stärken und Schwächen sich hier genau umgekehrt verhalten wie im ersten Teil. Sowohl die Taktik der Cardassianer, die ihre gesamte Flotte in einem Nebel verstecken, als auch die Art und Weise, wie sie kampfunfähig gemacht wird, wirken für ihn wenig überzeugend. Die Szenen mit Picard bleiben aber deutlich stärker in Erinnerung und diese empfand er sowohl als brillant geschrieben als auch von Patrick Stewart und David Warner herausragend gespielt.
Scott Thill bewertete Geheime Mission auf Celtris Drei 2012 auf wired.com als eine der besten Folgen von Raumschiff Enterprise – Das nächste Jahrhundert.
Scott Collura und Jesse Schedeen führten Geheime Mission auf Celtris Drei 2013 auf ign.com in einer Liste der 25 besten bis dahin ausgestrahlten Star-Trek-Folgen auf Platz 13.
Charlie Jane Anders führte Geheime Mission auf Celtris Drei 2014 auf gizmodo.com in einer Liste der 100 besten bis dahin ausgestrahlten Star-Trek-Folgen auf Platz 11.
Ed Gross listete Geheime Mission auf Celtris Drei 2016 auf empireonline.com in einer Aufstellung der 50 besten bis dahin ausgestrahlten Star-Trek-Folgen auf Platz 16.
2016 wurde Geheime Mission auf Celtris Drei in einer Umfrage unter Fans auf einer Star-Trek-Convention in Las Vegas zur siebtbesten Star-Trek-Folge gewählt.
Aaron Couch und Graeme McMillan erstellten 2016 anlässlich des 50-jährigen Jubiläums von Star Trek in Zusammenarbeit mit verschiedenen Beteiligten aus dem Franchise für den Hollywood Reporter eine Liste der 100 besten bis dahin ausgestrahlten Folgen. Geheime Mission auf Celtris Drei wurde hierbei auf Platz 18 gewählt.
Aaron Couch und Graeme McMillan erstellten 2016 für den Hollywood Reporter eine Liste der 25 besten Folgen von Raumschiff Enterprise – Das nächste Jahrhundert. Geheime Mission auf Celtris Drei landete dabei auf Platz 7.
Edward Cambro erstellte 2017 für die Website screenrant.com eine Liste der 15 düstersten Star-Trek-Folgen und führte Geheime Mission auf Celtris III darin auf Platz 4.
Nigel Mitchell führte Geheime Mission auf Celtris Drei 2017 auf thoughtco.com in einer Liste der zehn besten Folgen von Raumschiff Enterprise – Das nächste Jahrhundert auf Platz 8.
Eric Diaz erstellte 2017 für nerdist.com eine Liste der 11 besten Folgen von Raumschiff Enterprise – Das nächste Jahrhundert. Geheime Mission auf Celtris Drei landete dabei auf Platz 6.
Patrick Cooley führte Geheime Mission auf Celtris Drei 2017 auf cleveland.com in einer Liste der 25 besten bis dahin ausgestrahlten Star-Trek-Folgen auf Platz 5.
Sven Harvey zählte Geheime Mission auf Celtris Drei 2017 auf der Website Den of Geek als eine der 25 besten Folgen der Serie Raumschiff Enterprise – Das nächste Jahrhundert.
Michael Weyer erstellte 2018 für die Website cbr.com eine Liste der 20 besten Mehrteiler aller Star-Trek-Serien. Geheime Mission auf Celris Drei führte er hierbei auf Platz 5.
Joseph Walter führte Geheime Mission auf Celtris Drei 2019 auf screenrant.com in einer Liste der 10 besten Folgen von Raumschiff Enterprise – Das nächste Jahrhundert auf Platz 3.
Mike Bloom zählte Geheime Mission auf Celtris Drei 2019 auf der Website hollywoodreporter.com als eine der 25 besten Folgen von Raumschiff Enterprise – Das nächste Jahrhundert.
Sean Ferrick erstellte 2020 für die Website whatculture.com eine Liste der 25 besten Star-Trek-Folgen. Geheime Mission auf Celtris Drei führte er hier auf Platz 14.
Jeremy Lacey erstellte 2021 für cinemablend.com eine Liste der 20 besten Folgen von Raumschiff Enterprise – Das nächste Jahrhundert. Geheime Mission auf Celtris Drei landete dabei auf Platz 4.
Stephanie Roehler erstellte 2021 für screenrant.com eine Liste der 20 besten Folgen von Raumschiff Enterprise – Das nächste Jahrhundert. Geheime Mission auf Celtris Drei landete dabei auf Platz 14.
Lauren Perry führte Geheime Mission auf Celtris Drei 2022 auf der Website movieweb.com in einer Liste der zehn besten Folgen von Raumschiff Enterprise – Das nächste Jahrhundert auf Platz 8.

## Parodien und Anspielungen
Die Figur des Captain Edward Jellico entwickelte sich zu einem Internet-Meme, insbesondere durch einen Twitter-Account, der Standbilder aus Geheime Mission auf Celtris Drei zu kurzen Geschichten zusammenstellt, in denen Jellico Flachwitze erzählt.